# Zwierzęta zarodowe
Zwierzęta zarodowe − osobniki o szczególnych walorach użytkowych i hodowlanych wykorzystywane jako materiał reprodukcyjny. Zazwyczaj zwierzęta zarodowe są wpisywane do ksiąg i rejestrów zwierząt hodowlanych organizacji zajmujących się określonym gatunkiem.
Na przykład Polski Związek Hodowców i Producentów Trzody Chlewnej „POLSUS”, działający od 1958 roku, odpowiada za materiał zarodowy trzody w Polsce.